# 五散人
五散人為金庸小說《倚天屠龍記》中明教的五個人，分別是冷面先生冷謙、布袋和尚說不得、鐵冠道人張中、彭和尚彭瑩玉、無事不顛周顛。
在明教中，五散人位在教主和光明左使、右使及四大法王之下，武功獨到。五散人中以冷謙武功最高。

## 外部参考
- 扯扯各版明教五散人（页面存档备份，存于）